# Georges Cahuzac
Pour les articles homonymes, voir Cahuzac.
Georges Séverin Cahuzac, né à Senouillac (Tarn) le 10 février 1871 et mort à Eaubonne (Seine-et-Oise) le 26 février 1956, est un acteur français.

## Filmographie
- 1910 : Le Voleur volé d'Émile Chautard (court métrage)
- 1917 : Rigadin marié malgré lui de Georges Monca
- 1921 : L'Essor de Charles Burguet
- 1921 : La Vivante épingle de Jacques Robert
- 1926 : Son premier film de Jean Kemm
- 1927 : Napoléon d'Abel Gance
- 1931 : Ohé ! Ohé ! de Louis Mercanton (court métrage)
- 1931 : Un homme en habit de Robert Bossis et René Guissart
- 1931 : Hardi les gars ! de Maurice Champreux
- 1932 : En plein dans le mille d'André Chotin
- 1932 : Pour vivre heureux de Claudio Della Torre
- 1932 : Criez-le sur les toits de Karl Anton
- 1932 : Le gendarme est sans pitié de Claude Autant-Lara
- 1932 : Ah ! Quelle gare ! de René Guissart
- 1932 : Maquillage de Karl Anton
- 1933 : Primerose de René Guissart
- 1933 : Le Chasseur de chez Maxim's de Karl Anton
- 1933 : Pas besoin d'argent de Jean-Paul Paulin
- 1933 : Rien que des mensonges de Karl Anton
- 1934 : Madame Bovary de Jean Renoir : Mme Lefrançois
- 1934 : Mauvaise Graine de Billy Wilder et Alexander Esway
- 1934 : La Garnison amoureuse de Max de Vaucorbeil
- 1935 : Dédé de René Guissart
- 1935 : Debout là-dedans ! de Henry Wulschleger
- 1936 : Mister Flow de Robert Siodmak
- 1936 : Les Loups entre eux de Léon Mathot
- 1936 : Sept hommes, une femme de René Guissart et Yves Mirande
- 1936 : L'Homme sans cœur de Léo Joannon
- 1936 : La Reine des resquilleuses de Marco de Gastyne et Max Glass
- 1936 : L'Appel du silence de Léon Poirier
- 1937 : L'Ange du foyer de Léon Mathot
- 1937 : Neuf de trèfle de Lucien Mayrargue
- 1937 : Sœurs d'armes de Léon Poirier
- 1938 : J'accuse d'Abel Gance
- 1938 : Vacances payées de Maurice Cammage
- 1938 : Champions de France de Willy Rozier
- 1938 : La Vierge folle de Henri Diamant-Berger
- 1938 : Trois valses de Ludwig Berger
- 1938 : Alexis gentleman chauffeur de Max de Vaucorbeil
- 1939 : Les Cinq Sous de Lavarède de Maurice Cammage
- 1939 : L'Intrigante d'Émile Couzinet
- 1939 : Coups de feu de René Barberis
- 1940 : L'Entraîneuse d'Albert Valentin
- 1940 : Brazza ou l'Épopée du Congo de Léon Poirier
- 1940 : Pour le maillot jaune de Jean Stelli
- 1941 : L'Embuscade de Fernand Rivers
- 1942 : Annette et la Dame blonde de Jean Dréville
- 1947 : Rouletabille joue et gagne de Christian Chamborant
- 1948 : Les Condamnés de Georges Lacombe
- 1948 : Une jeune fille savait de Maurice Lehmann
- 1949 : Le Roi de Marc-Gilbert Sauvajon
- 1949 : La Ronde des heures d'Alexandre Ryder
- 1949 : L'École buissonnière de Jean-Paul Le Chanois
- 1949 : La Bataille du feu de Maurice de Canonge
- 1950 : Cartouche, roi de Paris de Guillaume Radot

## Théâtre
- 1907 : Anna Karénine d'Edmond Guiraud d'après Tolstoï, mise en scène Firmin Gémier, Théâtre Antoine
- 1921 : Comédienne de Jacques Bousquet et Paul Armont, Théâtre des Nouveautés
- 1935 : L'Étrange Nuit de Rockland de Howard Irving Young, Théâtre des Deux-Masques
- 1935 : L'Homme dans l'ombre de Pierre Palau et Maurice Leblanc d'après Le Chapelet rouge de Maurice Leblanc, Théâtre des Deux-Masques
- 1936 : Lady Warner a disparu de Paul Chambard, Théâtre des Deux-Masques
- 1946 : Valérie de Eddy Ghilain, mise en scène Jean Wall, Théâtre de Paris
- 1950 : Le Fleuve de Charles Cordier, mise en scène José Squinquel, Théâtre Verlaine